# Сан-Естебан-де-Сапардьєль
Сан-Естебан-де-Сапардьєль (ісп. San Esteban de Zapardiel) — муніципалітет в Іспанії, у складі автономної спільноти Кастилія-і-Леон, у провінції Авіла. Населення — 57 осіб (2010).
Муніципалітет розташований на відстані близько 110 км на захід від Мадрида, 65 км на південь від Авіли.

## Демографія
Динаміка населення (INE ):